# ICE 3
ICE 3, eller Intercity Express 3, är en familj med elektriska motorvagnståg som körs av Deutsche Bahn (DB). I familjen ingår tågmodellerna ICE 3, ICE 3M och nya ICE 3. Fyra multisystemtåg, kända som ICE International, ägs av Nederlandse Spoorwegen (NS, Nederländska Järnvägarna). Siemens utvecklade sin tågfamilj Siemens Velaro som är baserade på ICE 3/ICE 3M. Siemens Velaro har versioner för Spanien, Kina, Ryssland, Tyskland och även Storbritannien och Turkiet.

## BR 403
Designmålet för ICE 3 (BR 403) var att skapa ett tåg med hög kraft som var lättare än andra tåg. Det här lyckades man genom att sprida ut 16 traktionsmotorer under hela tåget. Tåget har licens för att åka i upp till 330 km/h och har nått 368 km/h under testkörningar. När de kör som vanliga ICE-tåg åker de i max 300 km/h eftersom det är maxhastigheten på höghastighetslinjer i Tyskland.
Eftersom tåget inte har några drivenheter finns det sittplatser i hela tåget, även i ändvagnarna. Lounge-platserna ligger direkt bakom förarplatsen, och endast en glasvägg separerar dem.
De 50 tågsätten beställdes 1997 och var specifikt designade för den nya höghastighetslinjen mellan Frankfurt och Köln. Tågen byggdes genom ett konsortium lett av Siemens och Adtranz.
Den 11 april 2017 introducerade DB moderniseringsprogrammet ICE 3 Redesign för alla 66 ICE 3-tåg. I renoveringen ingår att ersätta stolar, bord och golv. Kupéerna i andra klass ska också tas bort för att öka antalet sittplatser och för att få plats med fler bagagehyllor. Man har även ökat antalet handikapplatser från 1 till 2. Man har däremot inte lagt till rullstolslift och inga handikapplatser finns i första klass. Sätena i restaurangen byts ut mot röda bänkplatser. Bistron har får nya ståbord. Belysningen i passagerarutrymmena byts ut mot LED-lampor för mer ljus och läslamporna tas bort helt. Panelerna för platsreservationerna flyttas från väggarna ovanför fönstren till huvudstöden på stolarna. I enighet med EU-direktiven för tillgänglighet har de nya panelerna synligare vita tecken och punktskrift. De gula informationsskärmarna ersätts med större, helfärgade LED-displayer som visar kartan, tågnumret, hastigheten och annan information. De nya, mindre displayerna ska sitta på taket ovanför gången i passagerarutrymmena.

## BR 406
BR 406, eller ICE 3M (M står för multisystem) utvecklades för att kunna köras internationellt under de 4 olika elsystemen i Europa och med stöd för flera tågskyddssystem. Deutsche Bahn beställde 13 tågsätt 1994, och Nederlandse Spoorwegen beställde 4. År 2007 fick tåget licens för att få köra i Nederländerna, Belgien och Frankrike. Tågen används för internationella turer mellan Nederländerna, Tyskland, Belgien och Frankrike. På den franska höghastighetslinjen LGV Est kan vissa tåg nå 320 km/h.
Samtliga 17 tågsätt byggdes under samma konsortium som BR 403. De introducerades först i november 2000 på turer mellan Köln och Amsterdam. Sedan december 2002 har tågen kört tre turer tur och retur mellan Frankfurt och Bryssel (fyra sedan december 2010).
I Belgien fick tågen licens 2002 för att köra på de klassiska linjerna i som mest 160 km/h. I december 2004 fick de också tillstånd att köra på de nya höghastighetslinjerna, dock enbart i 200 km/h istället för 300. Problem med flygande grus och friktionslös elbroms förekom under testturerna.
Som i Belgien tog det fem år att få licens i Frankrike. Testturerna var klara 2005 och samma problem som i Belgien förekom: Skador från löst grus och möjliga sidoeffekter av elbromsen. ICE 3M tilläts köra på LGV Est och 2007 började de köra där tillsammans med TGV-tåg. Sedan december 2007 kör DB ICE 3M-tåg mellan Frankfurt och Paris, med fem dagliga turer mellan städerna. De 6 tåg som fick åka till Frankrike (ICE 3MF, multisystem Frankrike) modifierades på Bombardiers verkstad i Hennigsdorf där de testades på Siemens testbana innan de tågs i kommersiell drift igen.
Trots detta fortsatte problemen för de 6 BR 406-tågen, vilket leder till att vissa turer Frankfurt-Paris körs med franska TGV-tåg istället, under samarbetet "Alleo" mellan SNCF och DB.
Det tog bara 6 månader för att få licensen i Schweiz.

## BR 407
I november 2008 beställde Deutsche Bahn 15 tåg värda 500 miljoner euro. Den 18 april 2010 presenterade DB det första Velaro D-tåget på Siemens verkstad i Krefeld. Tåget är designat för att köras i hastigheter upp till 320 km/h, är bredare, tystare och mer energisnålt och ska vara mindre utsatt för problem än sin föregångare BR 406. Det nya tåget skulle främst användas för turer från Tyskland till Frankrike, Belgien och Nederländerna. Tågtypens säkerhetsegenskaper är i linje med nya specifikationer för passagerartåg för att få köra genom kanaltunneln, så att BR 407 hade kunnat köras på turerna DB hade planerat att köra från London till Amsterdam och Frankfurt. Förseningar med leveransen av tågen ledde till att DB ställde in planeringen av den nya linjen.
Från början var det tänkt att det nya tåget skulle tas i bruk i slutet av 2011. Detta har flyttats fram flera gånger. I december 2013 fick de 4 första levererade tågen licens för att få köra i Tyskland och togs därmed i bruk.
I juni 2011 beställde DB ytterligare ett Velaro D-tåg för att ersätta ett ICE 3MF-tåg som skadats i en olycka i augusti 2010. 